# Sínodo de Neocesareia
O Sínodo de Neocesareia foi um sínodo eclesiástico realizado em Neocesareia, Ponto, logo após o Sínodo de Ancira, provavelmente por volta de 314 ou 315 (embora Hefele se incline a colocá-lo um pouco mais tarde).
Sua principal obra foi a adoção de quinze cânones disciplinares, que foram posteriormente aceitos como ecumênicos pelo Concílio de Calcedônia, em 451, e dos quais os mais importantes são os seguintes:
i. degradar padres que se casam após a ordenação;
vii. proibir um padre de estar presente no segundo casamento de qualquer pessoa;
viii. recusar a ordenação ao marido de uma adúltera (e se ela cometer adultério após a ordenação dele, ele deve repudiá-la);
xi. fixando trinta anos como a idade abaixo da qual alguém não poderia ser ordenado (porque Cristo começou Seu ministério público aos trinta anos);
xiii. dando aos padres da cidade a precedência sobre os padres do campo;
xiv. permitindo que os corepíscopos celebrem os sacramentos;
xv. exigindo que houvesse sete diáconos em cada cidade.